# Alexéi Nikoláyev (arquero)
Alexéi Nikoláyev (en ruso: Алексей Николаев; 24 de abril de 1987) es un deportista ruso que compitió en tiro con arco, en la modalidad de arco recurvo.
Ganó una medalla de bronce en el Campeonato Europeo de Tiro con Arco al Aire Libre de 2014 y una medalla de bronce en el Campeonato Europeo de Tiro con Arco en Sala de 2015, ambas en la prueba de equipo.

## Palmarés internacional
| Campeonato Europeo al Aire Libre | Campeonato Europeo al Aire Libre | Campeonato Europeo al Aire Libre | Campeonato Europeo al Aire Libre |
| Año                              | Lugar                            | Medalla                          | Prueba                           |
| -------------------------------- | -------------------------------- | -------------------------------- | -------------------------------- |
| 2014                             | Echmiadzin (Armenia)             | Medalla de bronce                | Equipo                           |
| Campeonato Europeo en Sala       |                                  |                                  |                                  |
| Año                              | Lugar                            | Medalla                          | Prueba                           |
| 2015                             | Koper (Eslovenia)                | Medalla de bronce                | Equipo                           |